# Lars Palmqvist
Lars Palmqvist, född den 28 september 1961, är svensk orienterare som tävlande för Järfälla OK som tog VM-silver i stafett 1985, han har även tagit tre silvermedaljer vid de nordiska mästerskapen och blivit svensk mästare fyra gånger.